# 和み柴っこ
和み柴っこは、京都府京都市の柴犬雑貨の専門店黒柴印 和んこ堂のマスコットキャラクター(ゆるキャラ)である。公式声優は大久保陽奈。

## プロフィール
- 性別 - 男の子(柴犬)
- 誕生日 - 9月6日4時8分
- 年齢 - 5歳
- 趣味 - 居合い抜き　お絵描き　お習字　チャンバラ　特撮
- 特技 - 居合い抜き　お絵描き
- 好物 - おにぎり  ふたばの豆大福[1]　エビ煎餅
- 苦手 - カミナリ
- 合言葉 - こんにちワンコ

## キャラクター
和み柴っこは、京都府京都市の柴犬雑貨の専門店黒柴印 和んこ堂にて、
丁稚及び宣伝、営業を務めているマスコットキャラクター(ゆるキャラ)である。
また、京の三条まちづくり協議会　観光大使に任命されている。
京都府生まれの京都育ち。
東海道の起点でもあり近代建築の宝庫でもある三条通、
及び国の史跡や名勝にも指定された、
日本を代表する観光地の一つである嵐山の魅力のPRを行い、
日本全国に笑いと癒やしを届けながらこんにちワンコの合言葉と共に旅をしている。
通常は風呂敷・名札・がま口バッグの3点セットを身に付けているが、
イベント時には特別の衣装を身につけることがある。

なお、肩から掛けてる大きながま口バッグの中には、秘密の七つ道具が入っているとのこと。
自ら筆を取り描いたお絵描きの作品を、銀座のギャラリーにて展示したこともある。
チャームポイントはハートマークの肉球である。

## 歴史
- 2011年
  - 誕生。[4]

- 2014年
  - 5月16日twitter開始。[5]
  - 10月18日ご当地キャラ博in彦根初参加。[6]
  - 11月23日世界キャラクターさみっとin羽生初参加。[7]

- 2015年
  - 8月26日 ～ 8月31日 銀座ミレージャギャラリーの『Dogdog展』にて絵画作品を展示。[8]

- 2016年
  - 2月10日 YouTubeに和んこ堂チャンネル開設。[9]

## ゆるキャラグランプリ
ゆるキャラグランプリは、2015年11月現在、2011年 ～ 2015年の5大会連続出場した。
2011年は、168位を記録した。
2012年は、429位を記録した。
2013年は、908位を記録した。
2014年は、439位を記録した。
2015年は、321位を記録した。